# ایست پورت اورچارد (واشینگتن)
ایست پورت اورچارد (به انگلیسی: East Port Orchard) یک منطقهٔ مسکونی در ایالات متحده آمریکا است که در شهرستان کیتساپ، واشینگتن واقع شده‌است. ایست پورت اورچارد ۶٫۵ کیلومتر مربع مساحت و ۵٬۹۱۹ نفر جمعیت دارد و ۹۰ متر بالاتر از سطح دریا واقع شده‌است.